# Hoorn
Hoorn este o comună și o localitate în provincia Olanda de Nord, Țările de Jos. 

## Localități componente
Blokker, Hoorn, Zwaag, Bangert, De Hulk.